# Hypena divaricata
Hypena divaricata är en fjärilsart som beskrevs av Moore 1882. Hypena divaricata ingår i släktet Hypena och familjen nattflyn. Inga underarter finns listade i Catalogue of Life.